# Cantone di Estaing
Il Cantone di Estaing era una divisione amministrativa dell'arrondissement di Rodez.
A seguito della riforma approvata con decreto del 21 febbraio 2014, che ha avuto attuazione dopo le elezioni dipartimentali del 2015, è stato soppresso.

## Composizione
Comprendeva i comuni di:
- Campuac
- Coubisou
- Estaing
- Le Nayrac
- Sébrazac
- Villecomtal